# Басманда
Басманда — село, расположенное на севере Таджикистана, в Согдийской области.
Басманда — историческая и культурная деревня в сельском джамоате Вахдат Деваштичского района Согдийской области Республики Таджикистан.

## Этимология и история
Название «Басманда» восходит к древнеиранским корням и представляет собой современную форму древнего названия «Марсманда» или «Масманда». Согласно историко-лингвистическим исследованиям, это название состоит из двух компонентов: 
- «бас» — в значении «перевал», «путь»,
- «манда» — «место», «жилище» (от древнеиранского).

По мнению исследователей, начальная форма «Марсманда» отражает связь с древнесогдийским календарём и рыночными традициями. В согдийской культуре существовала практика называть поселения по дням проведения базаров. В «Марсманда» базар, предположительно, проходил в день под названием «Марспанд» — 29-й день согдийского календаря, связанный с элементами гор, неба или границ.
Со временем название претерпело фонетические изменения:
- Марсманда → Масманда (упрощение произношения, исчезновение "р"),
- Масманда → Басманда (замена "м" на "б" — типичное явление для северных таджикских диалектов, где звуки "м" и "б" взаимозаменяемы).

Таким образом, современное название «Басманда» может означать «перевалочное место», «жилище у дороги» или «место проведения базара».

## География
Деревня расположена в горной части Деваштичского района, окружена хребтами и долинами, с благоприятным климатом и плодородной почвой. Основное население занимается сельским хозяйством, садоводством и животноводством.

## Культурное значение
Басманда — один из древнейших населённых пунктов с иранизированным, преимущественно согдийским наследием. До сегодняшнего дня в речи местных жителей сохраняются элементы древнесогдийского языка, а также традиционные обычаи и фольклор.

## Описание
Село находится в горной местности на высоте более 2658 метров над уровнем моря. Максимальная высота над уровнем моря составляет 3450 метров. Площадь составляет более 8 км². С юга село окружена горами Туркестанского хребта, с запада расположено одноимённое пересыхающая речка Басманда, воды которого население региона используют с целью орошение.
Климат-континентальный, сухой. Осадки наблюдаются преимущественно весной и поздней осенью. Температура зимой достигает до -15°С, а летом до 30-33°С. 

## Население
Согласно переписи 2020 г. население Басманды составляет более 11,5 тысяч человек. В селе живут в основном таджики говорящие на центральнотаджикистанском диалекте. Люди исповедуют Ислам суннитского толка, ханафитского мазхаба.

## Инфраструктура
В населённом пункте находятся 3 школы(№7,№47,№42), 1 соборный мечеть, 3 пятивременные мечети, 1 дошкольное учреждение, 2 медицинских пункта, 1 родильный дом и центральная больница. Жители села занимаются преимущественно земледелием (выращивание картофеля, моркови, пшеницы, ячменя и др.) и животноводством (разведение крупного и мелкого рогатого скота). В селе развивается малое предпринимательство, в частности торговля.

## Достопримечательности
Основными достопримечательностями являются мавзолей "Шахидон", "Масджиди кухна", "Кухи Мундак" "Махалаи Саргах", "Чорнов", музей истории Басманды, остатки подземных оросительных каналов (корез), каменная мельница, геологические образования "Санги уштур", "Сеодама" и другие.